# Kevin Hatcher
Kevin John Hatcher (* 9. September 1966 in Detroit, Michigan) ist ein ehemaliger US-amerikanischer Eishockeyspieler, der im Verlauf seiner aktiven Karriere zwischen 1983 und 2001 unter anderem 1275 Spiele für die Washington Capitals, Dallas Stars, Pittsburgh Penguins, New York Rangers und Carolina Hurricanes in der National Hockey League auf der Position des Verteidigers bestritten hat. Seinen größten Karriereerfolg feierte Hatcher im Trikot der Nationalmannschaft der Vereinigten Staaten mit dem Gewinn des World Cup of Hockey 1996. Sein jüngerer Bruder Derian war ebenfalls in der NHL aktiv.

## Karriere
Kevin Hatcher begann seine Karriere 1983 bei den North Bay Centennials in der Ontario Hockey League und war zwei Jahre für die Mannschaft aktiv. Bereits dort fiel er vor allem aufgrund seiner Offensivstärke auf und brachte es in 125 Spielen auf 112 Punkte. Hatcher wurde beim NHL Entry Draft 1984 von den Washington Capitals in der ersten Runde an 17. Position ausgewählt. In der Saison 1984/85 lief er in drei NHL-Spielen für die Capitals auf und erzielte ein Tor.
Bereits ein Jahr später wurde der US-Amerikaner zu einem wichtigen Spieler des Teams und qualifizierte sich mit der Mannschaft erneut für die Play-offs. In zehn Jahren bei den Capitals qualifizierte er sich mit dem Team stets für die Play-offs, kam allerdings nie über die zweite Runde hinaus. Im Januar 1995 verließ er die Hauptstädter und ging als Teil eines Tauschhandels zu den Dallas Stars. Im Gegenzug wechselten Rick Mrozik und Mark Tinordi zu den Capitals. Auch dort blieben seine Erfolge bescheiden, ein Mal gelang der Einzug in die Endrunde, wo erneut in der ersten Runde Schluss war.
Es folgten weitere Stationen bei den Pittsburgh Penguins, New York Rangers und Carolina Hurricanes. 2001 beendete Hatcher nach 1275 NHL-Spielen seine Karriere. 2010 wurde er ebenso wie sein Bruder Derian in die United States Hockey Hall of Fame aufgenommen.

## Erfolge und Auszeichnungen
| - 1985 OHL Second All-Star-Team - 1990 Teilnahme am NHL All-Star Game - 1991 Teilnahme am NHL All-Star Game - 1992 Teilnahme am NHL All-Star Game | - 1996 Teilnahme am NHL All-Star Game - 1997 Teilnahme am NHL All-Star Game - 2010 Aufnahme in die United States Hockey Hall of Fame |

### International
- 1991 Silbermedaille beim Canada Cup
- 1996 Goldmedaille beim World Cup of Hockey

## Karrierestatistik

### International
Vertrat die USA bei:
| - Junioren-Weltmeisterschaft 1984 - Canada Cup 1987 - Canada Cup 1991 | - World Cup of Hockey 1996 - Olympischen Winterspielen 1998 |

(Legende zur Spielerstatistik: Sp oder GP = absolvierte Spiele; T oder G = erzielte Tore; V oder A = erzielte Assists; Pkt oder Pts = erzielte Scorerpunkte; SM oder PIM = erhaltene Strafminuten; +/− = Plus/Minus-Bilanz; PP = erzielte Überzahltore; SH = erzielte Unterzahltore; GW = erzielte Siegtore; 1 Play-downs/Relegation; Kursiv: Statistik nicht vollständig)